# Chinesischer Volksglaube

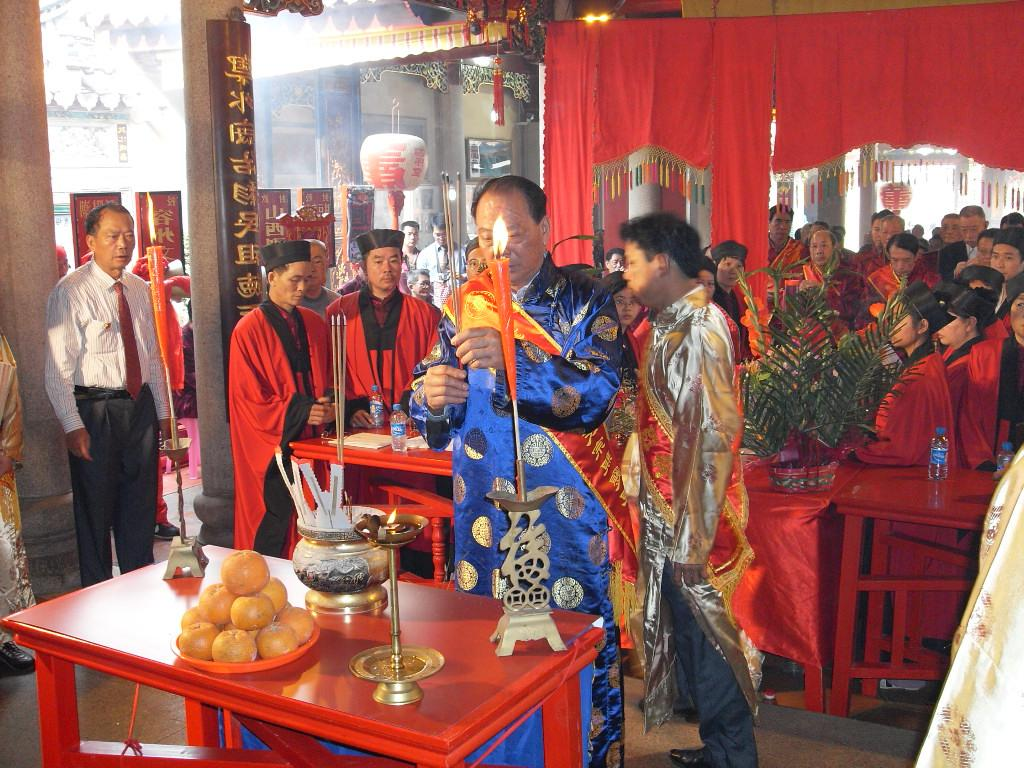
Daoistische Zeremonie in einem Ahnenschrein in Chaoyang, Shantou.

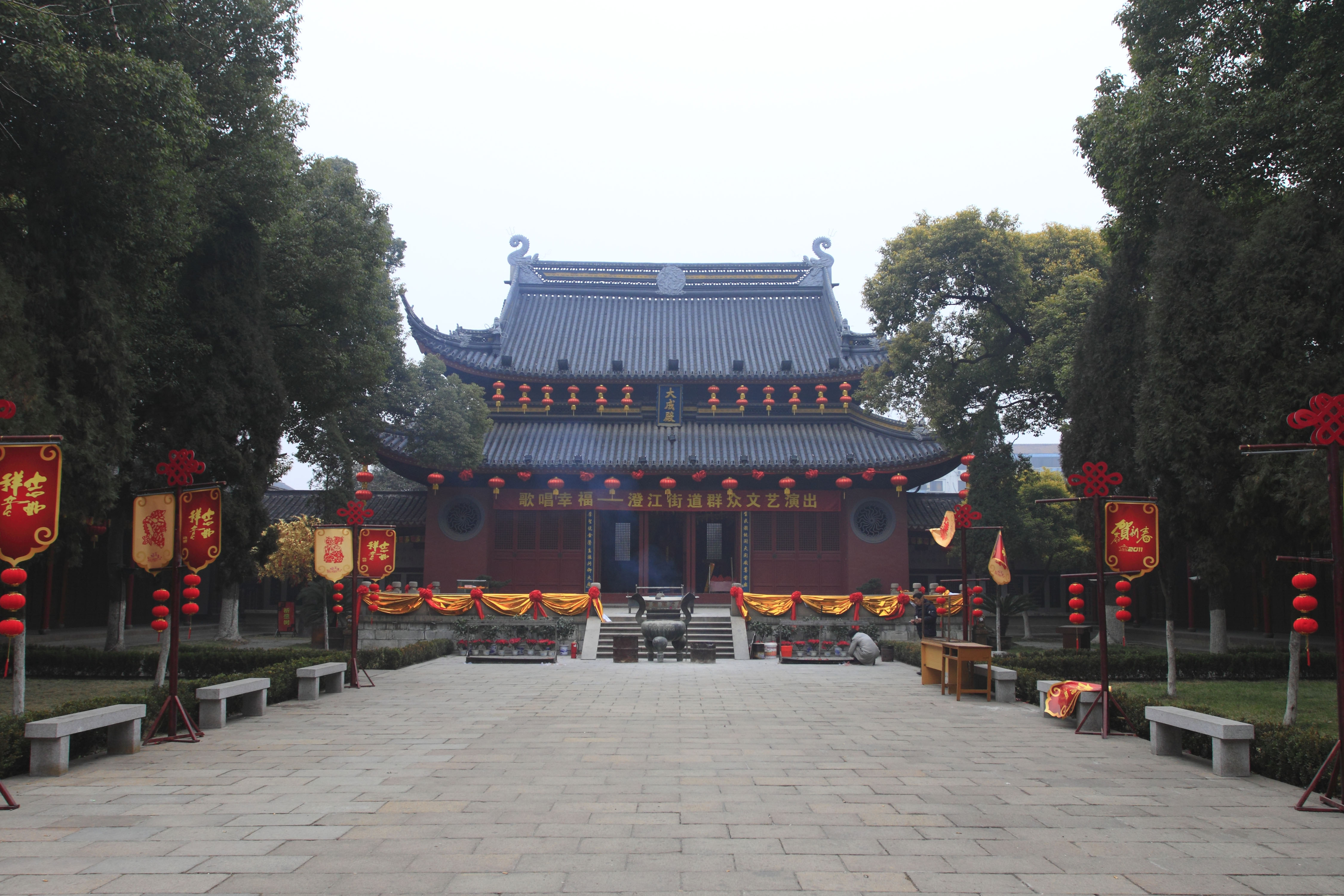
Ein konfuzianischer Tempel für den Gott der Kultur, Kunst und Inspiration.

Als chinesischen Volksglauben (chinesisch 中國民間信仰 / 中国民间信仰, auch als chinesische Volksreligion oder Shenismus bekannt) bezeichnet man das Gemisch aus teils religiösen und teils nicht-religiösen Praktiken, das in den von Chinesen bewohnten Gebieten verbreitet ist. Dieser Glaube besitzt keine eigene Theologie, es gibt keinen Klerus und keine Organisation, der Familienvater zelebriert die Riten mit der Großfamilie wie beispielsweise Hochzeitsriten, Neujahrsriten usw.
In der breiten Bevölkerung – vor allem auf dem Land – besteht die Vorstellung, es existiere eine unsichtbare Sphäre der Gottheiten oder Geister (shén, 神), die verschieden mächtig sind. Dieser Glaube ist vielfältig und lässt sich von anderen in Asien verbreiteten Religionen und Weltanschauungen nicht eindeutig abgrenzen. Er vereint Elemente von Ahnenverehrung, lokalen Kulten (etwa mandschurischer Schamanismus im Nordosten), Buddhismus, Daoismus und Konfuzianismus, Volksglauben und chinesische Geomantie (Fengshui) in sich (siehe auch: Synkretismus und Drei Lehren). Es gibt sehr viele geographische Variationen und Besonderheiten.

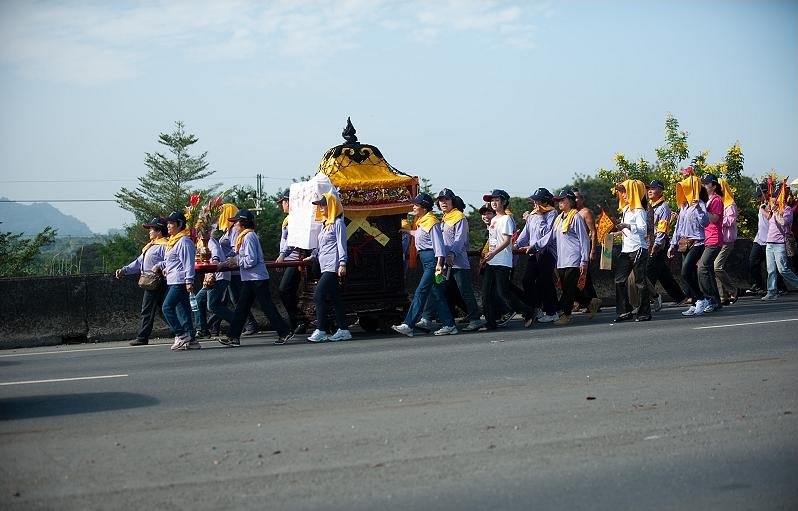
Prozession mit einem lokalen Gott in Taiwan.

Das Jenseits gilt als mit dem Diesseits verwoben und ähnelt ihm stark. In die von Nützlichkeitserwägungen geprägte Glaubenswelt der Chinesen hat später auch kommunistisches und kapitalistisches Gedankengut Eingang gefunden. Konfuzianismus (und heute Kapitalismus und Kommunismus) dienen für gewöhnlich als Anleitung für das tägliche Leben, Daoismus ist bei Exorzismus und Läuterung sinnvoll, für Begräbnisse wendet man sich an buddhistische Priester.
In den Riten und Praktiken lassen sich religiöse Vorstellungen, Philosophie oder einfach Respekt gegenüber den Vorfahren nicht genau unterscheiden, der chinesische Volksglaube ist deshalb keine Religion im westlichen Sinne. Die Praktiken und Überzeugungen, die den chinesischen Volksglauben ausmachen, gehören zu den Grundlagen der chinesischen Kultur. Es ist deshalb fast unmöglich, Anhängerzahlen zu nennen, denn viele Menschen, die von sich selbst angeben, nicht religiös zu sein, verehren dennoch ihre Vorfahren und nehmen an Riten teil. Die Chinese Society of Purdue University gab 2010 folgende Schätzungen aufgrund einer weitreichenden Befragung ab:
- 754 Mio. Menschen praktizieren irgendeine Form der rituellen Ahnenverehrung
- 362 Mio. Menschen haben innerhalb eines Jahres Wahrsagerei u. ä. betrieben
- 215 Mio. Menschen glauben an Ahnengeister
- 145 Mio. Menschen haben innerhalb eines Jahres Fengshui angewandt
- 141 Mio. Menschen glauben an den Gott des Reichtums

Im Zentrum des chinesischen Volksglaubens steht die Verehrung der Vorfahren (Ahnenkult) und lokaler Gottheiten. Die Ehrung der Vorfahren in China muss jedoch nicht notwendigerweise religiös begründet sein, sondern kann auch einfach aus Respekt geschehen. In vielen chinesischen Haushalten, speziell auf dem Land, gibt es an einem zentralen Platz einen Tisch oder Schrank, auf welchem Bilder oder Statuen der Ahnen, von Gottheiten oder wichtigen Personen des öffentlichen Lebens stehen. In der Volksrepublik China können dazu auch Bilder von Mao Zedong oder Deng Xiaoping gehören. Den Ahnen werden z. B. Früchte und andere Opfergaben dargebracht. Auf dem Land gibt es zudem häufig Ahnenhallen (ci, 祠), wo Namen und Bilder wichtiger Vorfahren angebracht sind. Diese Ahnenhallen waren in der Volksrepublik zeitweilig nicht mehr anzutreffen, ihre Bedeutung nimmt aber mittlerweile wieder stark zu, besonders in Dörfern, wo ein Großteil der Bewohner dieselben Vorfahren hat.
Die Gottheiten des chinesischen Volksglaubens sind Personen männlichen oder weiblichen Geschlechts, die es wirklich einmal gegeben hat und denen besondere Kräfte oder Taten nachgesagt werden. Diese Gottheiten sind von ihrer Macht her nicht mit Buddha oder Guanyin (der Göttin des Mitgefühls) zu vergleichen, sondern sind zuständig für beschränkte Bereiche wie etwa den Ofen, das Haustor oder den Krieg. Auch Mao Zedong wird teilweise als eine Person betrachtet, die bereits in den Olymp der chinesischen Gottheiten eingegangen ist.
Gelegentlich sieht man auch im Westen Statuen der sogenannten „Drei Gestirne“ (Fu Lu Shou, 福禄寿).
Nach der Vorstellung von Gläubigen können diese Gottheiten Wünsche erfüllen oder bei der Lösung von Problemen helfen. Der Gläubige betet dabei zur Statue oder zum Bild der jeweiligen Gottheit und hält dabei ein oder mehrere Weihrauchstäbchen in der Hand. Das Gebet enthält die Bitte und auch das Versprechen einer (symbolischen) Gegenleistung. Das Gebet wird dabei im Knien oder unter ständigen Verbeugungen ausgeführt und dadurch beendet, dass die Weihrauchstäbchen in zu diesem Zweck aufgestellte Gefäße gesteckt werden. Hat der Gläubige das Gefühl, dass sich die Gottheit dieses Wunsches annehmen wird, wird ein Opfer dargebracht, indem Lebensmittel dargeboten oder bestimmte Opfergabe als Imitat in Papierform verbrannt werden. Bei Gedenkfesten an Verstorbenen wird beispielsweise auch „Totengeld“ (mingchao) verbrannt. Hat der Gläubige das Gefühl, dass die Gottheit sich für den Wunsch nicht zuständig fühlt, kann er es immer noch bei einem anderen Gott versuchen. Teilweise werden gleichzeitig Buddha-Statuen aufgestellt.

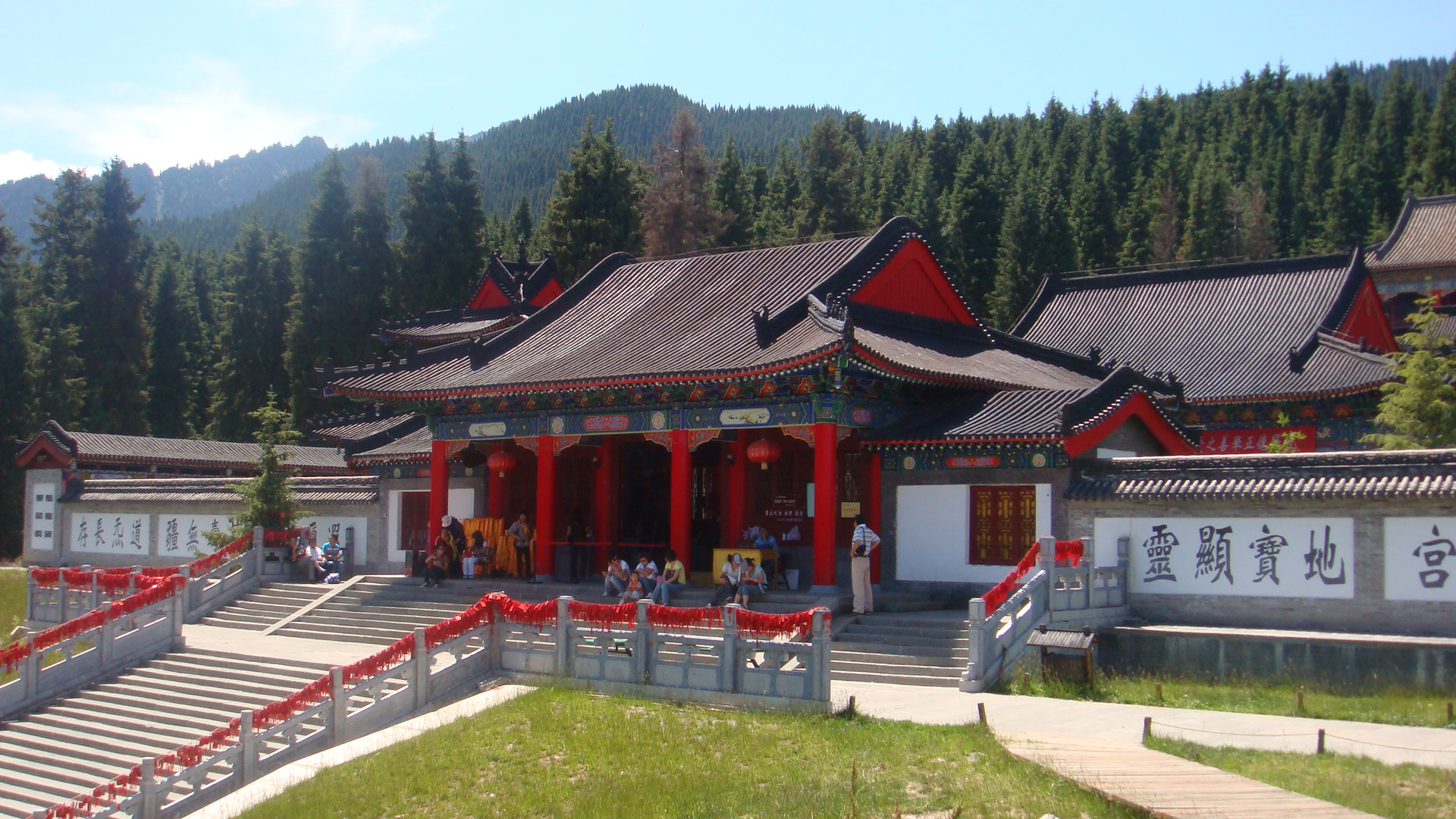
Daoistischer „Tempel des Glücks und der Langlebigkeit“ in Xinjiang.

Ein zentraler Punkt im chinesischen Volksglauben ist auch die Krankenheilung. Die Heiler haben in der Regel keine Ausbildung, noch gibt es irgendein Merkmal, das sie von anderen Bürgern unterscheidet. Zum Zwecke der Krankenheilung wird manchmal Geisteraustreibung, manchmal das Gestehen von Sünden und manchmal das Verabreichen von Kräutern eingesetzt. Auf dem Land, wo es keine Ärzte gibt, die nach traditioneller chinesischer Medizin oder nach westlicher Medizin behandeln, ist diese Art der Heilkunst manchmal der einzig mögliche Ausweg. Andernfalls kann die Heilkunst nach Volksglauben auch komplementär zu anderen Behandlungsmethoden eingesetzt werden.